# Capitol Hill (Tren Ligero de Seattle)
Capitol Hill es una estación subterránea ubicado en el barrio de Capitol Hill de la línea Central Link del Tren Ligero de Seattle. La estación es administrada por Sound Transit. La estación se encuentra localizada en Broadway Street en Seattle, Washington. La estación de Capitol Hill fue inaugurada el 19 de marzo de 2016.

## Descripción
La estación Capitol Hill cuenta con 1 plataforma central.
|                        | Nivel de la calle                                 | Salidas/Entradas, máquinas de tickets                        |
|                        | Mezzanine                                         | Máquinas de tickets, Salidas/Entradas                        |
| Nivel de la plataforma | Norte                                             | ← Central Link hacia la Universidad de Washington (Terminal) |
| Nivel de la plataforma | Plataforma central, puertas abren en la izquierda |                                                              |
| Nivel de la plataforma | Sur                                               | → Central Link hacia Angle Lake (Westlake) →                 |

## Conexiones
La estación es abastecida por las siguientes conexiones: 
- King County Metro Transit.